# Blackälven
De Blackälven is een rivier annex beek in Zweden en die daar door de gemeente Jokkmokk stroomt. De rivier is ongeveer vijf kilometer lang en behoort tot het stroomgebied van de Lule. Het water van de Blackälven komt uit het Tjaktjajaure, maar bereikt de rivier via de Waterkrachtcentrale Seitevare. De rivier stroomt naar het zuiden en mondt bij Tjåmotis uit in eerst het Jekkaure en daarna het Tjåmotismeer. Het meeste water in het Tjaktjajaure komt van de Rapajåkka, een rivier die in het nationaal park Sarek ontspringt.
Afwatering: Tjaktjajaure → Blackälven → diverse meren → Kleine Lule → Lule → Botnische Golf